# Maina Kiai

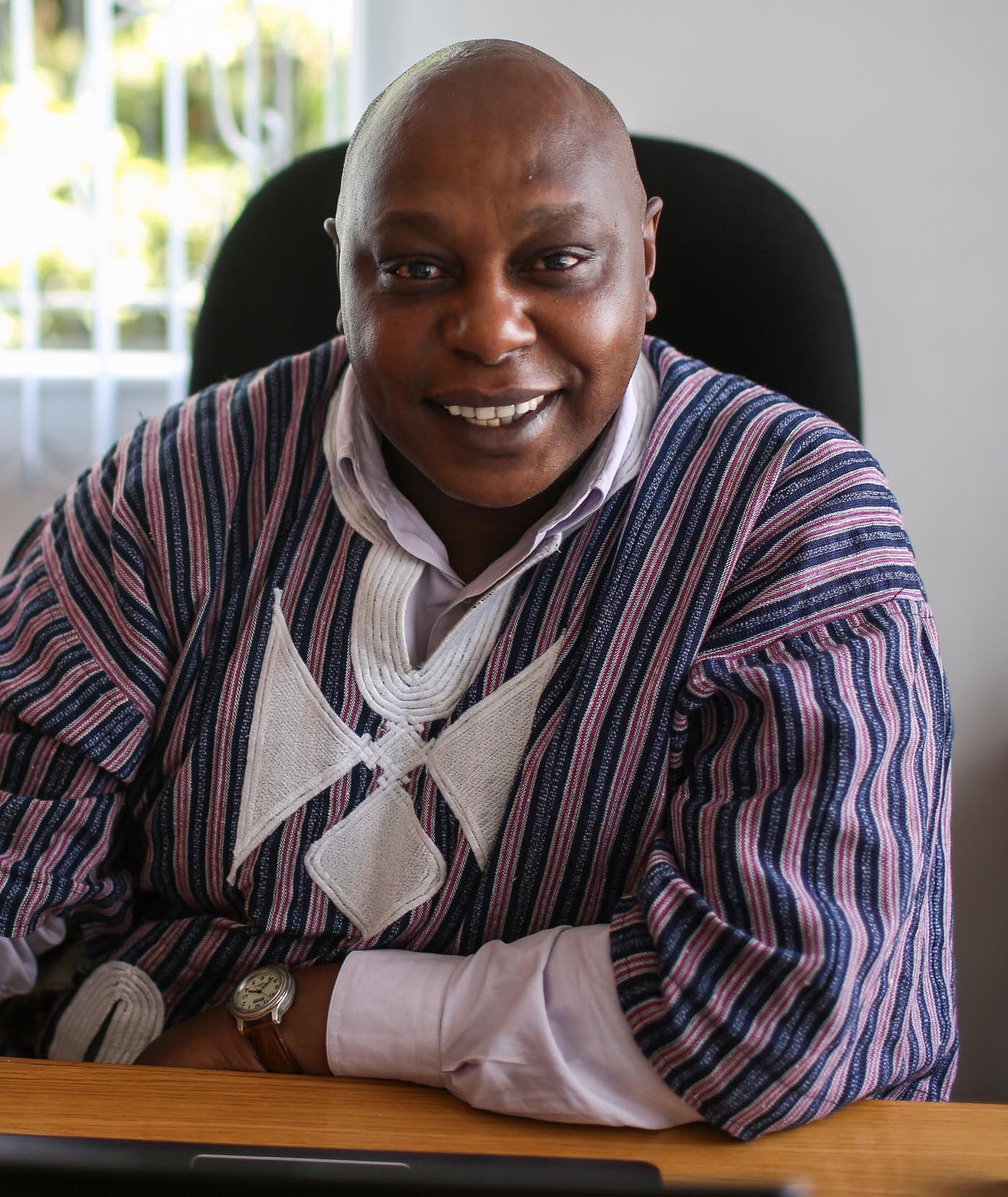

Maina Kiai é um advogado e ativista de direitos humanos queniano.
Depois de vários anos defendendo os direitos humanos no Quênia, onde fundou a Comissão Extra-Oficial de Direitos Humanos e chefiou a Comissão Nacional de Direitos Humanos, passou a atuar em organizações internacionais. Trabalhou na Anistia Internacional e no Conselho Internacional de Política de Direitos Humanos. Em 2011 foi nomeado Relator Especial das Nações Unidas sobre os direitos à liberdade de reunião pacífica e de associação, permanecendo no posto até 2017.
Na sua atuação como relator da ONU, criticou a autorização para o uso de balas de borracha, gás lacrimogêneo e bombas de efeito moral durante as manifestações de rua em São Paulo em 2016 e a repressão a protestos em geral na América Latina.
Foi agraciado em 2016 com o Prêmio de Direitos Humanos George Meany-Lane Kirkland.